# Tommaso di Ciaula
Tommaso Di Ciaula (Adelfia, 27 settembre 1941 – Bitetto, 12 gennaio 2021) è stato uno scrittore, poeta e sceneggiatore italiano.

## Biografia
Di famiglia di origini contadine, figlio di un carabiniere, visse fin dall'infanzia a Modugno e iniziò a lavorare in giovane età in piccole officine meccaniche baresi. Ancora molto giovane fu assunto come tornitore meccanico presso Pignone Sud, un'azienda dell'Eni salvata da Enrico Mattei su insistenza di Giorgio La Pira. L'esposizione all'amianto gli procurerà problemi di salute.
Nel 1970 pubblicò a sue spese la raccolta di poesie Chiodi e rose, che non passò inosservata: venne infatti recensita positivamente da illustri letterati e critici letterari, come Quasimodo, Calvino, Fubini, Anceschi, Spagnoletti, Bevilacqua. In particolare Leonardo Sciascia così la recensì sul Corriere della Sera del 4 novembre 1971:

Nel 1978 pubblicò per Feltrinelli il romanzo autobiografico Tuta blu. Ire, ricordi e sogni di un operaio del Sud, che sarà successivamente tradotto e pubblicato in Germania, Francia, Messico, Unione Sovietica e Spagna. Nel romanzo descriveva la condizione lavorativa e umana degli operai. Nella prefazione al libro, Paolo Volponi scrisse: 
 Il romanzo fu avversato dai quadri sindacali del tempo; in particolare Luciano Lama, in un'intervista a L'Espresso, lo accusò di aver "attaccato il sindacato". Da Tuta blu sono state tratte 9 riduzioni teatrali in Francia, in Svizzera, in Germania ed in Belgio. Nel 1987 Di Ciaula curò la sceneggiatura del film Tommaso Blu, per la regia di Florian Furtwängler, il cui protagonista era interpretato da Alessandro Haber. Nel 1989 collaborò alla sceneggiatura del film Odore di pioggia.
Collaborò con il Manifesto, il Corriere del Giorno e con La Gazzetta del Mezzogiorno, sulle cui pagine gestì la rubrica domenicale Tempi moderni.
Ha vissuto a Bitetto.
Il Consiglio dei ministri del 17 dicembre 2009 riconobbe allo scrittore l'assegno straordinario vitalizio previsto dalla Legge Bacchelli, per speciali meriti artistici, considerato lo stato di necessità in cui egli versava.
È morto nel gennaio 2021 all'età di 79 anni.

## Opere
- Chiodi e rose. Poesie operaie. Bergamo, Rainoneditore, 1970. ISBN 978-88-901774-3-9.
- Tuta blu. Ire, ricordi e sogni di un operaio del Sud. Milano, Feltrinelli, 1978.
- L'odore della pioggia. Bari, Laterza, 1980.
- Prima l'amaro, poi il dolce. Milano, Feltrinelli, 1981.
- Fragmenta. Pescara, Edp Walking, 1988.
- Ali di pietra. Bari, Delphos, 1991.
- Il cielo, le spine, la pietra. Lecce, Argo, 1995.
- Gratta e scopri la verità... sul divario Nord-Sud. Gioia del Colle, Orizzonti letterari, 1996.
- Acque sante acque marce. Palermo, Sellerio, 1997. ISBN 978-88-389-1342-6.
- Archita di Taranto - 428 a. C. 2000.
- Tuta blu. Ire, ricordi e sogni di un operaio del Sud. Francoforte sul Meno, Zambon, 2002. ISBN 978-88-87826-19-7.
- Il dio delle tarantate. Francoforte sul Meno, Zambon, 2003. ISBN 978-88-87826-10-4.
- Ogni poesia è un mistero. Putignano, Vito Radio editore, 2007.